# Rally El Corte Inglés de 1984
El Rally El Corte Inglés de 1984, oficialmente 8.º Rally El Corte Inglés, fue la octava edición, la cuadragesimocuarta cita de la temporada 1984 del Campeonato de Europa de Rally y la novena de la temporada 1984 del Campeonato de España de Rally. Fue también puntuable para el campeonato de Canarias y el Trofeo Opel. Se celebró del 5 al 7 de octubre y contó con un itinerario de diecinueve tramos que sumaban un total de 291 km cronometrados.

## Itinerario
| Día   | Tramo | Nombre            | Distancia | Hora  | Ganador                               |
| ----- | ----- | ----------------- | --------- | ----- | ------------------------------------- |
| Día 1 | TC1   | Osorio 1          | 8.20 km   | 09:51 | Carlos Alonso-Lamberti                |
| Día 1 | TC2   | Moya 1            | 9.80 km   | 10:40 | Carlos Alonso-Lamberti Genito Ortiz   |
| Día 1 | TC3   | Pinos de Gáldar   | 9.00 km   | 11:10 | Carlos Alonso-Lamberti                |
| Día 1 | TC4   | Osorio 2          | 8.20 km   | 11:55 | Genito Ortiz                          |
| Día 1 | TC5   | Moya 2            | 9.80 km   | 12:44 | Marc Etchebers Carlos Alonso-Lamberti |
| Día 1 | TC6   | Pinos de Gáldar 2 | 9.00 km   | 13:14 | Terry Kabi                            |
| Día 1 | TC7   | Osorio 3          | 8.20 km   | 13:59 | Juan Carlos Oñoro                     |
| Día 1 | TC8   | Temisas           | 29.00 km  | 22:03 | Carlos Alonso-Lamberti                |
| Día 1 | TC9   | Cruz Grande 1     | 10.00 km  | 22:52 | Carlos Alonso-Lamberti Terry Kabi     |
| Día 1 | TC10  | La Cumbre 1       | 18.20 km  | 23:09 | Terry Kabi                            |
| Día 2 | TC11  | Temisas 2         | 29.00 km  | 00:19 | Carlos Alonso-Lamberti                |
| Día 2 | TC12  | Cruz Grande 2     | 10.00 km  | 03:03 | Terry Kabi                            |
| Día 2 | TC13  | La Cumbre 2       | 18.20 km  | 03:20 | Terry Kabi                            |
| Día 2 | TC14  | Temisas 3         | 29.00 km  | 04:30 | Bandera de ?                          |
| Día 2 | TC15  | Cruz Grande 3     | 10.00 km  | 05:19 | Carlos Alonso-Lamberti                |
| Día 2 | TC16  | La Cumbre 3       | 18.20 km  | 05:36 | Terry Kabi                            |
| Día 2 | TC17  | Temisas 4         | 29.00 km  | 07:09 | Terry Kabi                            |
| Día 2 | TC18  | Cruz Grande 4     | 10.00 km  | 08:12 | Terry Kabi                            |
| Día 2 | TC19  | La Cumbre 4       | 18.20 km  | 08:29 | Terry Kabi                            |

## Clasificación final
| Pos. | Piloto                 | Copiloto                  | Automóvil           | Tiempo    | Diferencia |
| ---- | ---------------------- | ------------------------- | ------------------- | --------- | ---------- |
| 1.   | Terry Kabi             | Kevin Gormley             | Nissan 240RS        | 2:56:19.0 | 0.0        |
| 2.   | Carlos Alonso-Lamberti | José Manuel Sarmiento     | Opel Ascona 400     | 2:57:17.0 | +58.0      |
| 3.   | Marc Etchebers         | Marie-Christine Etchebers | Porsche 911 SC      | 3:00:59.0 | +4:40.0    |
| 4.   | José Mari Ponce        | Isabel Fernández          | BMW 635 CSI         | 3:03:37.0 | +7:18.0    |
| 5.   | Shekhar Mehta          | Yvonne Mheta              | Nissan 240RS        | 3:04:28.0 | +8:09.0    |
| 6.   | Santiago Álvarez       | Carlos León               | Renault 5 Turbo     | 3:07:23.0 | +11:04.0   |
| 7.   | Antonio Zanini         | Josep Autet               | Talbot Samba Rallye | 3:11:41.0 | +15:22.0   |
| 8.   | Manuel Acosta          | Antonio Rivero            | Toyota Corolla GT   | 3:13:35.0 | +17:16.0   |
| 9.   | Tomás González         | Agustín Hidalgo           | Toyota Corolla GT   | 3:17:32.0 | +21:13.0   |
| 10.  | Werner Schweizer       | Gerd Gleich               | Opel Manta 200      | 3:20:10.0 | +23:51.0   |